# 剰余類
数学、特に群論における剰余類（じょうよるい、英: residue class）あるいは傍系（ぼうけい、英: coset; コセット）とは、とある同値類であって次の定義を満たすものである。

## 定義
G が群で、H, K がその部分群、g は G の元とする。このとき、
{\displaystyle gH=\left\{gh:h\in H\right\}}
を G における H の（H による、H に関する、H を法とする）左剰余類 (left coset) といい、
{\displaystyle Hg=\left\{hg:h\in H\right\}}
を G における H の（H による、H に関する、H を法とする）右剰余類 (right coset) といい、
{\displaystyle HgK=\left\{hgk:h\in H,k\in K\right\}}
を G における H, K による 両側剰余類 (double coset) という。文献によってはここでいうものと左右が逆になっているものもあるので注意を要する。H が正規部分群である場合に限り左剰余類と右剰余類の両概念は一致する（これを以って正規部分群の定義とする場合もある）。
剰余類は、G において何らかの部分群による左剰余類や右剰余類となるものの総称である。Hg = g(g−1Hg) が成立するから、部分群 H についての「右剰余類 Hg」というのと、H と共役な部分群 g−1Hg についての「左剰余類 g(g−1Hg)」というのとでは同じことを言っていることになる。これはつまり「まずどの部分群に関する剰余類を考えているのか」を明らかにすることなしに、その剰余類が右なのか左なのかを云々することには意味が無いということである。
アーベル群や加法的に書かれた群では、g + H, H + g のような記号で剰余類を表すことがある。

## 例
加法巡回群 Z4 = {0, 1, 2, 3} = G は、部分群 H = {0, 2} （Z2 に同型）を持つ。G における H を法とする左剰余類は
{\displaystyle 0+H=\{0,2\}=H}
{\displaystyle 1+H=\{1,3\}}
{\displaystyle 2+H=\{2,0\}=H}
{\displaystyle 3+H=\{3,1\}}
で全てである。したがって、相異なる剰余類は H および  1 + H = 3 + H のふたつである。注目すべきは、G の任意の元は H か 1 + H のどちらか一方のみに属し、H ∪ (1 + H) = G が成立することである。すなわち、G における H を法とする相異なる剰余類の全体は G を分解（類別）する。Z4 は可換ゆえ、左剰余類を右剰余類に取り替えても話は同じである。
もうひとつ、ベクトル空間論に由来する剰余類の例を挙げる。ベクトル空間の元（ベクトル）の全体は、ベクトルの加法についてアーベル群を成す。このとき、ベクトル空間の部分線型空間は、この加法群の部分群となることを示すのは易しい（逆に加法的部分は必ずしも部分空間とはならない）。ベクトル空間 V とその部分空間 W および固定されたベクトル a ∈ V に対して、アフィン部分空間と呼ばれる集合
{\displaystyle \{x\in V\colon x=a+n,n\in W\}}
がベクトル空間の加法群における剰余類を与える（可換性により、右剰余類でも左剰余類でもある）。なお、アフィン部分空間は必ずしも線形部分空間にはならないことに注意せよ。幾何ベクトルの言葉で言えば、これらのアフィン部分空間は（原点を通る「直線」や「平面」などである）部分線型空間に平行である。

## 一般的性質
H は群（部分群）であるので、gH = H となるのは、g が H の元であるとき、かつそのときに限る。必然的に、H は演算に対して閉じており、単位元を含む。
G における H を法とする左剰余類がふたつ与えられたとき、それらは一致するかさもなくば交わりを持たない。すなわち、左剰余類全体の成す集合は（G の各元がちょうど一つの左剰余類に属すような）G の類別である。特に単位元はただ一つの剰余類（それは H 自身である）のみに属する。それは部分群となる唯一の剰余類である。上記の例も参照のこと。右剰余類についても同様。
H の G における左剰余類は、x ∼ y となるのは x−1y ∈ H となるとき、かつそのときに限るとして定まる G の同値関係に関する同値類である。右剰余類に関しても同様のことが言える。剰余類の代表元とは、この同値関係に関する同値類における代表元の意味でいう。すべての剰余類から代表元をとって得られる集合を完全代表系（complete system of representative）という。
群には（部分群の共軛のような）ここで述べた性質を持たない同値類を与えるような別の種類の同値関係も存在する。（特に応用群論の）文献のなかには、共軛類を同値類の一種としてではなく「唯一の」同値類であると誤って考えているものもある。

### 部分群の指数
H を法とするすべての左剰余類および右剰余類は、同じ位数（元の数。H が無限集合の場合は濃度）を持ち、それは（H 自身が剰余類であるから）部分群 H の位数に等しい。さらに、左剰余類の個数は右剰余類の個数と等しく、この数を G における H の指数 (index) と言い、記号 [G : H] で表す。G と H が有限群ならばラグランジュの定理により、指数は公式
{\displaystyle |G|=[G:H]\cdot |H|}
から計算できる。この式は無限群の場合にも成立するが、しかしその場合の解釈には注意が必要である。

### 剰余類と正規部分群
H が G の正規部分群ではないならば、その左剰余類と右剰余類は異なる（重要なこととして、左剰余類と右剰余類の中に一致するものがありうることには注意すべきである。たとえば a が G の中心に属する元ならば aH = Ha が成り立つ）。つまり、G の元 a で、aH = Hb が成立する元 b を持たないものが存在する。これは G の H を法とする左剰余類分解は、G の H を法とする右剰余類分解とは異なるということを意味している。（しかしながら、H が G の有限部分群でさえあれば、完全代表系は左剰余類と右剰余類で共通に取ることができる。）
翻って、部分群 N が正規であるための必要十分条件は、G に属する任意の元 g について gN = Ng となることである。このとき剰余類全体の成す集合は、aN ∗ bN = abN で定義される群演算 "∗" を備えた、商群 (quotient group, factor group) あるいは剰余（類）群 (residue class group) と呼ばれる群 G/N を成す。正規部分群に関する剰余類については（任意の右剰余類がそれ自身左剰余類であり、任意の左剰余類がそれ自身右剰余類となるから）左右の区別を要しない。